# Emma Nicholson
Emma Nicholson Baronessa Nicholson di Winterbourne (Oxford, 16 ottobre 1941) è una politica britannica.
Ha ricoperto il ruolo di europarlamentare per i Liberal democratici per due mandati: dal 20 luglio 1999 sino al 13 luglio 2009.

## Attività benefica
Il 25 febbraio 2010 ha fondato, assieme alla scrittrice J. K. Rowling l'associazione caritatevole Lumos, che è andata a sostituire la precedente Children's High Level Group. L'associazione si prefigge di difendere e promuovere i diritti dei bambini e di migliorare la qualità della vita dei ragazzi più disagiati.

## Ascendenza
|                                           |                                           |                                                              | Genitori                                 |  |  | Nonni |  |  | Bisnonni             |  |  | Trisnonni          |  |
|                                           |                                           |                                                              |                                          |  |  |       |  |  | 8. William Nicholson |  |  | 16. John Nicholson |  |
|                                           |                                           |                                                              |                                          |  |  |       |  |  | 8. William Nicholson |  |  | 16. John Nicholson |  |
|                                           |                                           | 17. Ellen Payne                                              |                                          |  |  |       |  |  | 8. William Nicholson |  |  |                    |  |
| 4. Richard Francis Nicholson              |                                           |                                                              |                                          |  |  |       |  |  | 8. William Nicholson |  |  |                    |  |
|                                           |                                           | 9. Isabella Sarah Meek                                       | 18. John Meek                            |  |  |       |  |  |                      |  |  |                    |  |
|                                           |                                           | 9. Isabella Sarah Meek                                       | 18. John Meek                            |  |  |       |  |  |                      |  |  |                    |  |
|                                           |                                           | 9. Isabella Sarah Meek                                       | …                                        |  |  |       |  |  |                      |  |  |                    |  |
| 2. Godfrey Nicholson, I baronetto         |                                           | 9. Isabella Sarah Meek                                       |                                          |  |  |       |  |  |                      |  |  |                    |  |
|                                           |                                           | 10. George Raymond Portal                                    | 20. John Portal                          |  |  |       |  |  |                      |  |  |                    |  |
|                                           |                                           | 10. George Raymond Portal                                    | 20. John Portal                          |  |  |       |  |  |                      |  |  |                    |  |
|                                           |                                           | 10. George Raymond Portal                                    | 21. Elizabeth Drummond                   |  |  |       |  |  |                      |  |  |                    |  |
| 5. Helen Violet Portal                    |                                           | 10. George Raymond Portal                                    |                                          |  |  |       |  |  |                      |  |  |                    |  |
|                                           |                                           | 11. Helen Soulsby                                            | 22. Christopher Thomas Soulsby           |  |  |       |  |  |                      |  |  |                    |  |
|                                           |                                           | 11. Helen Soulsby                                            | 22. Christopher Thomas Soulsby           |  |  |       |  |  |                      |  |  |                    |  |
|                                           |                                           | 11. Helen Soulsby                                            | 23. Ann Hudson                           |  |  |       |  |  |                      |  |  |                    |  |
| 1. Emma Nicholson                         |                                           | 11. Helen Soulsby                                            |                                          |  |  |       |  |  |                      |  |  |                    |  |
|                                           | 12. James Lindsay, XXVI conte di Crawford | 24. Alexander William Crawford Lindsay, XV conte di Crawford |                                          |  |  |       |  |  |                      |  |  |                    |  |
|                                           | 12. James Lindsay, XXVI conte di Crawford | 24. Alexander William Crawford Lindsay, XV conte di Crawford |                                          |  |  |       |  |  |                      |  |  |                    |  |
|                                           | 12. James Lindsay, XXVI conte di Crawford | 25. Margaret Lindsay                                         |                                          |  |  |       |  |  |                      |  |  |                    |  |
| 6. David Lindsay, XXVII conte di Crawford | 12. James Lindsay, XXVI conte di Crawford |                                                              |                                          |  |  |       |  |  |                      |  |  |                    |  |
|                                           |                                           | 13. Emily Bootle-Wilbraham                                   | 26. Edward Bootle-Wilbraham              |  |  |       |  |  |                      |  |  |                    |  |
|                                           |                                           | 13. Emily Bootle-Wilbraham                                   | 26. Edward Bootle-Wilbraham              |  |  |       |  |  |                      |  |  |                    |  |
|                                           |                                           | 13. Emily Bootle-Wilbraham                                   | 27. Emily Ramsbottom                     |  |  |       |  |  |                      |  |  |                    |  |
| 3. Katharine Lindsay                      |                                           | 13. Emily Bootle-Wilbraham                                   |                                          |  |  |       |  |  |                      |  |  |                    |  |
|                                           |                                           | 14. Henry Pelly, III baronetto                               | 28. John Pelly, II baronetto             |  |  |       |  |  |                      |  |  |                    |  |
|                                           |                                           | 14. Henry Pelly, III baronetto                               | 28. John Pelly, II baronetto             |  |  |       |  |  |                      |  |  |                    |  |
|                                           |                                           | 14. Henry Pelly, III baronetto                               | 29. Johanna Jane Carstairs               |  |  |       |  |  |                      |  |  |                    |  |
| 7. Constance Pelly                        |                                           | 14. Henry Pelly, III baronetto                               |                                          |  |  |       |  |  |                      |  |  |                    |  |
|                                           |                                           | 15. Lilian Charteris                                         | 30. Francis Charteris, X conte di Wemyss |  |  |       |  |  |                      |  |  |                    |  |
|                                           |                                           | 15. Lilian Charteris                                         | 30. Francis Charteris, X conte di Wemyss |  |  |       |  |  |                      |  |  |                    |  |
|                                           |                                           | 15. Lilian Charteris                                         | 31. Anne Anson                           |  |  |       |  |  |                      |  |  |                    |  |
|                                           |                                           | 15. Lilian Charteris                                         |                                          |  |  |       |  |  |                      |  |  |                    |  |